# Volker Muthmann
Volker Muthmann (* 1977 in Hagen) ist ein deutscher Schauspieler.

## Leben
Volker Muthmann absolvierte ab 1999 die Schauspielschule Bochum, die er 2003 mit dem Diplom abschloss. Seitdem stand er auf zahlreichen deutschen Bühnen, wie von 2004 bis 2007 dem Staatstheater Darmstadt, dem Schauspielhaus Bochum, den Wuppertaler Bühnen oder dem Theater Bonn. Von 2011 bis 2014 war Muthmann am Theater Heidelberg engagiert, ab 2014 spielte er am Stadttheater Bremerhaven. Seit 2017 ist Muthmann Ensemblemitglied am Deutschen Theater Göttingen.
Einige von Muthmanns Rollen waren in Wuppertal der Karl Moor in Friedrich Schillers Die Räuber, in Darmstadt die Titelrolle in Prinz Friedrich von Homburg von Heinrich von Kleist, in Bonn Edmund Tyrone in Eugene O’Neills Drama Eines langen Tages Reise in die Nacht und der Marquis von Posa in Schillers Don Karlos. In Heidelberg war Muthmann in der männlichen Titelrolle von Georg Büchners Komödie Leonce und Lena zu sehen, in Bremerhaven verkörperte er die Titelfigur in Nathan der Weise von Gotthold Ephraim Lessing und den Koch in Bert Brechts Mutter Courage und ihre Kinder. Seit 2017 spielt Muthmann diverse Rollen am Deutschen Theater Göttingen in der Regie von u. a. Erich Sidler, Christoph Mehler, Antje Thoms oder Christian Friedel. Eine beständige Arbeitsbeziehung verbindet ihn mit dem Regisseur Moritz Franz Beichl.
Seit Mitte der 2000er-Jahre arbeitet Volker Muthmann auch regelmäßig vor der Kamera. Erste Rollen hatte er in den Serien Die Camper und Freunde für immer – Das Leben ist rund. Gastweise sah man ihn weiter in Mord mit Aussicht, Der letzte Bulle oder Bettys Diagnose.
Volker Muthmann lebt in Göttingen.

## Filmografie (Auswahl)
- 2005: Die Camper – Heuschnupfen
- 2006: Freunde für immer – Das Leben ist rund (7 Folgen als Highko)
- 2007: Vollidiot
- 2007: Ein Fall für zwei – Tödliche Besessenheit
- 2007: Tatort – Bevor es dunkel wird
- 2008: Polizeiruf 110 – Kellers Kind
- 2009: Zeit der Entscheidung – Die Soap Deiner Wahl
- 2009: Pastewka – Der Pusher
- 2010: Mord mit Aussicht – Walzing Mathilde
- 2011: Der letzte Bulle – Ich weiß von nichts
- 2011: Bastard
- 2012: Liebe, Babys und ein großes Herz – Liebe, Babys und gestohlenes Glück
- 2014: Nicht mein Tag
- 2014: Be My Baby
- 2015: Inga Lindström: Leg dich nicht mit Lilli an
- 2016: Bettys Diagnose – Glücklos
- 2016: In aller Freundschaft – Die jungen Ärzte – Und sie lieben sich doch
- 2016: Tatort – Narben
- 2017: Frau Temme sucht das Glück – Alles Liebe
- 2017: Nicht tot zu kriegen – Olli und der Jungadler
- 2017:  Kroymann (Satiresendung, 1 Folge)
- 2020: Tatort: National feminin
- 2021: Bettys Diagnose
- 2022: Hubert ohne Staller (Fernsehserie; Folge: Frau Hackl muss weg)
- 2023: SOKO Wismar – Erben braucht Sterben
- 2023: In aller Freundschaft: Was ist das Glück?
- 2023: Tatort: Vergebung

## Theater (Auswahl)
- 2019: Was ihr wollt von William Shakespeare - Deutsches Theater Göttingen, Regie: Moritz Franz Beichl
- 2019: Woyzeck von Georg Büchner - Deutsches Theater Göttingen, Regie: Antje Thoms
- 2020: Der eingebildete Kranke von Molière - Deutsches Theater Göttingen, Regie: Matthias Reichwald
- 2021: Die Räuber von Friedrich Schiller - Deutsches Theater Göttingen, Regie: Moritz Franz Beichl
- 2021: yesterday reloaded Ein afd-Projekt von Gernot Grünewald - Deutsches Theater Göttingen, Regie: Gernot Grünewald
- 2022: Szenen einer Ehe von Ingmar Bergman - Deutsches Theater Göttingen, Regie: Moritz Franz Beichl
- 2022: PARDAUZ! SCHNUPDIWUP! KLIRRBATSCH! RABUM! von Rebekka Kricheldorf und Hannah Zufall - Deutsches Theater Göttingen, Regie: Annette Pullen
- 2023: Hedwig and the Angry Inch nach dem Buch von John Cameron Mitchell Musik und Gesangstexte von Stephen Trask übersetzt von Rüdiger Bering und Wolfgang Böhmer - Deutsches Theater Göttingen, Regie: Moritz Franz Beichl und Sarah Kurze
- 2023: Im Dickicht der Städte von Bertolt Brecht - Deutsches Theater Göttingen, Regie: Katharina Ramser
- 2023: Wir müssen über das Sterben sprechen von Wenzel Winzer - Deutsches Theater Göttingen, Regie: Wenzel Winzer
- 2023: Nora oder Ein Puppenhaus von Henrik Ibsen übersetzt von Hinrich Schmidt-Henkel - Deutsches Theater Göttingen, Regie: Marcel Gisler
- 2024: Der große Gatsby Vaudeville-Show nach dem Roman von F. Scott Fitzgerald - Deutsches Theater Göttingen, Regie: Katharina Ramser
- 2024: La Révolution #1 – Wir schaffen das schon von Joël Pommerat übersetzt von Isabelle Rivoal - Deutsches Theater Göttingen, Regie: Schirin Khodadadian
- 2024: Sonne / Luft von Elfriede Jelinek - Deutsches Theater Göttingen, Regie: Sarah Kurze
- 2024: Der zerbrochne Krug von Heinrich von Kleist - Deutsches Theater Göttingen, Regie: Moritz Franz Beichl
- 2025: Bucket List von Yael Ronen und Shlomi Shaban - Deutsches Theater Göttingen, Regie: Aureliusz Śmigiel